# American Fine Arts
American Fine Arts, Co. (AFA) war von 1982 bis 2004 eine einflussreiche zeitgenössische Kunstgalerie in New York City, die von dem Galeristen Colin de Land (1955–2003) gegründet und bis zu seinem Tod im Jahr 2003 geleitet wurde. Die Galerie spielte in den 1990er Jahren eine zentrale Rolle in der New Yorker Kunstszene und war bekannt für ihren konzeptuellen und oft institutionenkritischen Ansatz.

## Geschichte

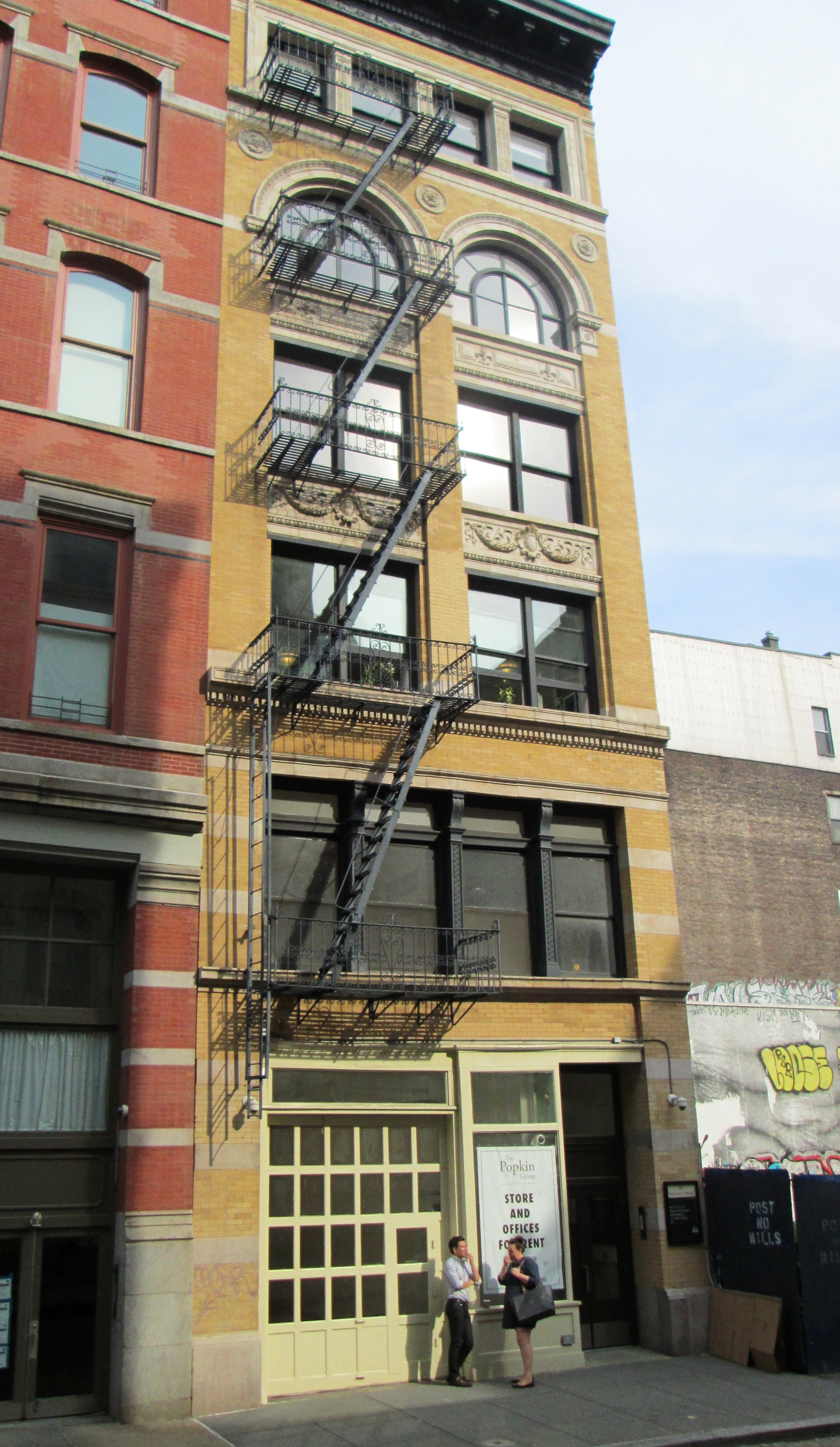
Wooster Street 40, Soho, Sitz der Galerie 1988

Colin de Land eröffnete im März 1982 seine erste Galerie unter dem Namen American Fine Arts, Co und benannte sie 1984 in Vox Populi um. Die Galerie befand sich in der Clinton Street und später in der 511 East 6th Street im East Village. Im Februar 1986 beschloss Colin de Land, den ursprünglichen Namen wiederzuverwenden. 1988 zog die Galerie in weitgehend unrenovierte Räume in der Wooster Street 40 im Stadtteil SoHo und 1993 in die Wooster Street 22.

### Art Club 2000
Eine besonders prägende Zusammenarbeit entstand mit der Künstlergruppe Art Club 2000, die 1992 von sieben Studenten der Cooper Union in enger Zusammenarbeit mit Colin de Land gegründet wurde. Die Gruppe setzte sich kritisch mit Konsumkultur, Jugendkultur, Mode und dem Kunstbetrieb auseinander. Ihre inszenierten Fotografien und konzeptuellen Aktionen nahmen ironisch Bezug auf Corporate Branding, Clubkultur und kulturelle Identität.
Art Club 2000 stellte ihre Arbeiten ausschließlich bei American Fine Arts aus. Die Gruppe fungierte gleichzeitig als ironisches Spiegelbild und kritischer Kommentar zur Kunstszene und wurde zu einem Markenzeichen der Galerie. Sie bestand bis 1999.

### Ab 2000 bis zur Schließung
Nach dem Tod seiner Frau Pat Hearn im Jahr 2000 betrieb de Land etwa zwei Jahre lang neben der American Fine Arts, Co in der Wooster Street 22 auch die Galerie in Hearns ehemaligen eigenen Räumlichkeiten in Chelsea. 2002 zog die American Fine Arts, Co komplett nach Chelsea. Nach dem Tod Colin de Lands im Jahr 2003 wurde die Galerie im November 2004 geschlossen. Sein Erbe wird seither durch Publikationen, Archivprojekte und Ausstellungen aufgearbeitet, unter anderem durch das Museum of Modern Art und das Artists Space. Sein Nachlass befindet sich im Archiv der Smithsonian Institution.

## Künstler (Auswahl)
Zu den Künstlerinnen und Künstlern, die mit American Fine Arts verbunden waren, gehörten unter anderem:
- Alex Bag
- Dennis Balk
- Tom Burr
- Patricia Cronin
- Moyra Davey
- Mark Dion
- Peter Fend
- Andrea Fraser
- Dan Graham
- John Knight
- Silvia Kolbowski
- Mariko Mori
- Christian Philipp Müller
- Cady Noland
- Nils Norman[5]
- Jack Pierson
- Jessica Stockholder
- John Waters
- James Welling
- Art Club 2000[1][2][6]

## Konzept und Bedeutung
American Fine Arts, Co. galt als eine der intellektuell anspruchsvollsten Galerien ihrer Zeit und prägte maßgeblich den Diskurs über Kunst und Ökonomie in den 1990er Jahren. Der Einfluss von Colin de Land und seiner Galerie reicht weit über den kommerziellen Kunstbetrieb hinaus; sie gilt als Keimzelle kritischer und konzeptueller Positionen in der US-amerikanischen Kunstlandschaft.
Die Galerie verstand sich weniger als kommerzielle Verkaufsplattform, sondern eher als experimenteller Raum für diskursive Ausstellungen, performative Strategien und kritische Auseinandersetzung mit Kunst und Marktmechanismen, die traditionelle Ausstellungs- und Kunsthandelsformen in Frage stellte. De Land „verwandelte seinen Raum in einen sozialen Treffpunkt, der kulturelle Grenzen überschritt und zum Treffpunkt einer ganzen Generation von New Yorker Bohemiens wurde“.
Die Galerie war bekannt für ihren unorthodoxen Umgang mit dem White-Cube-Modell, ironische Ausstellungsformate und enge Zusammenarbeit mit Künstlern. De Land betrachtete sich selbst weniger als Händler, sondern als Förderer unabhängiger, oft schwer vermittelbarer künstlerischer Positionen. Die US-amerikanische Kunstkritikerin Roberta Smith bezeichnete sie einmal als „anti-art gallery“. So erlaubte de Land etwa einem Künstler, die Galerie einen Monat lang zu schließen, um gegen die Kommerzialisierung der Kunst zu protestieren.